# 張震遠
張震遠（英語：Barry Cheung Chun-yuen，1958年2月15日—），號康生，出生于香港，籍貫湖北省阳新县陽辛鎮，前香港商品交易所董事會主席、俄羅斯鋁業聯合公司前獨立非執行董事，於2001年起出任市建局董事會成員，於2007年起出任董事會主席，於2013年4月連任；亦為紀律人員薪俸及服務條件常務委員會主席、薪酬趨勢調查委員會替任主席、策略發展委員會委員、公務員薪俸及服務條件常務委員會委員、授勳評審委員會委員和長遠房屋策略督導委員會成員。於2012年7月1日起，出任行政會議非官守成員。2013年5月24日，張震遠向香港行政長官梁振英申請辭去所有公職，並獲其批准。2015年4月15日，張震遠被頒令破產。2015年4月23日，張震遠因拖欠商交所前員工薪金，被判入獄6星期，但其後覆核刑期上訴得直，獲改判160小時社會服務令。2020年7月23日，張震遠因串謀詐騙，被判囚四年。

## 簡歷
張震遠出生於親中國國民黨及反中國共產黨的家庭。父親是曾任港九各界救濟調景嶺難民委員會主任的中國國民黨黨員張寒松（本名張肇州），籍貫湖北，負責接濟在香港的反共人士和家屬，後來更出任台灣在港最高文化組織「中國文化協會」主任委員；母親則是路蘊真，籍貫山東，其表妹是前台灣光華文化中心駐港主任路平，舅父路友于亦是辛亥革命烈士。張母在1949年國共內戰逃難時，遇上曾結婚的張寒松並結婚，及後來香港定居後便誕下四子兩女。張震遠共有三兄一姐一妹，在家中排行第五，全部均被父親冠以別號。其長兄張定遠，號抗生，在90年代至2000年代曾經出任香港星島集團主席；二兄張致遠，號福生，完成高中課程後到臺灣，在國立臺灣大學修讀機械系；三兄張鳴遠，號健生，在臺北商專畢業後學習廚藝，後來到美國工作；四姐張鳳萍，號平平，於國立臺灣大學國貿系畢業，並在美國加州大學取得修讀碩士後，在銀行工作了十多年及考取美國會計師執照，工作主要是財務分析；六妹張鳳和，號安安，在小學五年級時與母親到美國後再回流，後再在美國加州聖地牙哥取得碩士學位後便到美國銀行工作；張震遠的別號則是康生。另外，張亦有一名同父異母的姊姊張錦屏。張幼時與家人居住在調景嶺，一度與毒窟為鄰。他早年就讀調景嶺信義小學及天主教鳴遠中學，後來在英國薩塞克斯大學唸數學，並取得數學及電腦科技一級榮譽學士學位。張及後再到哈佛大學商學院修讀企業管理，取得工商管理碩士學位後，便進入美國麥卡錫顧問公司，後來曾經擔任該公司之美國及亞洲區顧問。

## 經歷
- 1993年，張震遠從香港麥肯錫公司借調到香港中央政策組出任全職顧問，並與時任中央政策組首席顧問「魔僧」顧汝德關係密切。1995年，張出任市區重建局前身的土地發展公司董事。[6]2001年起，張出任市區重建局董事會成員。2004年，張出任具中資背景的泰山石化的執行董事及副主席。2005年1月1日，張震遠擔任廉政公署防止貪污諮詢委員會主席。[7]2007年4月24日，張獲委任為市區重建局董事會主席。[8]2008年，張出任公務員薪俸及服務條件常務委員會委員，直至2012年底。[9]
- 在2012年行政長官選舉期間，張震遠是支持梁振英的中堅份子，甚至因此被稱為「頭號梁粉」[10]。他暫停其所有公職，出任梁振英競選辦公室主席。競選結束後張震遠重新履任其所有公職。
- 2012年7月1日，張出任行政會議非官守成員。[11]
- 2013年1月18日，張獲委任為策略發展委員會副主席。[12]
- 2013年4月26日，香港政府刊憲張震遠繼續擔任市區重建局董事會主席兩年，任期由同年5月1日起至2015年4月30日；此舉超越同一公職任期不超過6年的指引。香港政府指出，市區重建局剛才更換行政總監，又有近1/3資深董事會成員離開，因此有必要在董事會的領導層上維持一定的延續性。故此經過仔細考慮後，確認為彈性處理委任，破格要求張震遠再留任兩年，避免造成太大動盪[13][14][15][16][17]。
- 2013年5月20日，香港商品交易所的大股東張震遠承認自己於2010年向前金融界立法會議員詹培忠借貸800萬元。但其本人否認欠債和向大地產商借錢。而香港商品交易所也因入不敷支，於同年5月18日交回交易牌照。該牌照為由證監會批出的自動化交易服務（ATS）供應商資格。事件發生之後，外界關注張震遠及香港商品交易所的財政狀况。有批評指其不適宜擔任行政會議成員及市區重建局主席。[18]
- 2013年5月21日，張震遠向行政長官梁振英申請暫時停止履行所有公職，並獲梁批准其要求，成為繼林奮強後第二位因事無限期休假的行政會議成員。[19]同時，證監會與商業罪案調查科聯手調查商交所，張震遠在聲明表示會配合警方調查。[20]
- 2013年5月24日，張震遠向行政長官梁振英申請辭去所有公職，並獲梁批准其要求。[21]
- 2014年初，張震遠被新利控股非執行董事梁志漢入稟香港高等法院，申請要求頒令張破產。2015年4月15日，張震遠因欠債最少1.2億港元，正式被香港高等法院頒令破產。[22]
- 2015年4月23日，張震遠因拖欠商交所前員工近34萬元，在九龍城裁判法院被判入獄6星期，但獲准保釋等候上訴。[23]
- 2015年9月14日，香港高等法院法官指張震遠有表現其悔意，裁定他上訴減刑成功，改判160小時社會服務令。
- 2017年8月10日，就隱瞞商交所財務狀況，以涉嫌串騙被捕。[24]同年8月24日首次提堂[25]，11月28日再次提堂，[26]2020年7月17日，該案件於區域法院審結，法官胡雅文裁定其串謀詐騙證監會及欺詐財務公司兩罪罪成[27]，2020年7月23日，在區域法院被判囚 4 年，並禁止擔任任何公司董事 5 年[28]。
- 2018年1月5日，張震遠被破產管理局入稟，要求法庭禁止出任公司董事、公司清盤人、公司財產接管人或管理人，或以任何方式參與公司的發起、組成或管理工作。[29]同年3月6日法庭正式裁定被被禁出任董事6年。[30]同年4月25日正式頒令。[31]
- 2022年11月11日，張震遠被撤除金紫荊星章及太平紳士委任[32][33]

## 軼聞
- 由於張震遠先後出任長遠房屋策略督導委員會成員、策略發展委員會副主席等多項重要公職，並在2013年其任滿市區重建局主席後，卻獲時任政府留任主席兩年，打破擔任同一公職不超過六年的規矩，因而有「公職王」之稱[34]。